# Звиняч
Зви́няч — село в Україні, Тернопільська область, Чортківський район, Білобожницька сільська громада. Адміністративний центр колишньої Звиняцької сільської ради, якій було підпорядковане село Скомороше.

## Назва
Побутують різні перекази про назву села. На їх підставі О. Фіголь вважав, що назва Звиняч походить від «дзвонів», тобто хтось із перших поселенців виливав дзвони. За іншою версією, цим ремеслом займалися ченці Звиняцького монастиря, які перейшли туди в XIV ст. із села Угорники (нині Івано-Франківської обл.).

## Географія
Через село тече річка Потік, права притока Серету.

### Розташування
Розташоване за 27 км від районного центру і 15 км від найближчої залізничної станції Білобожниця.

## Історія

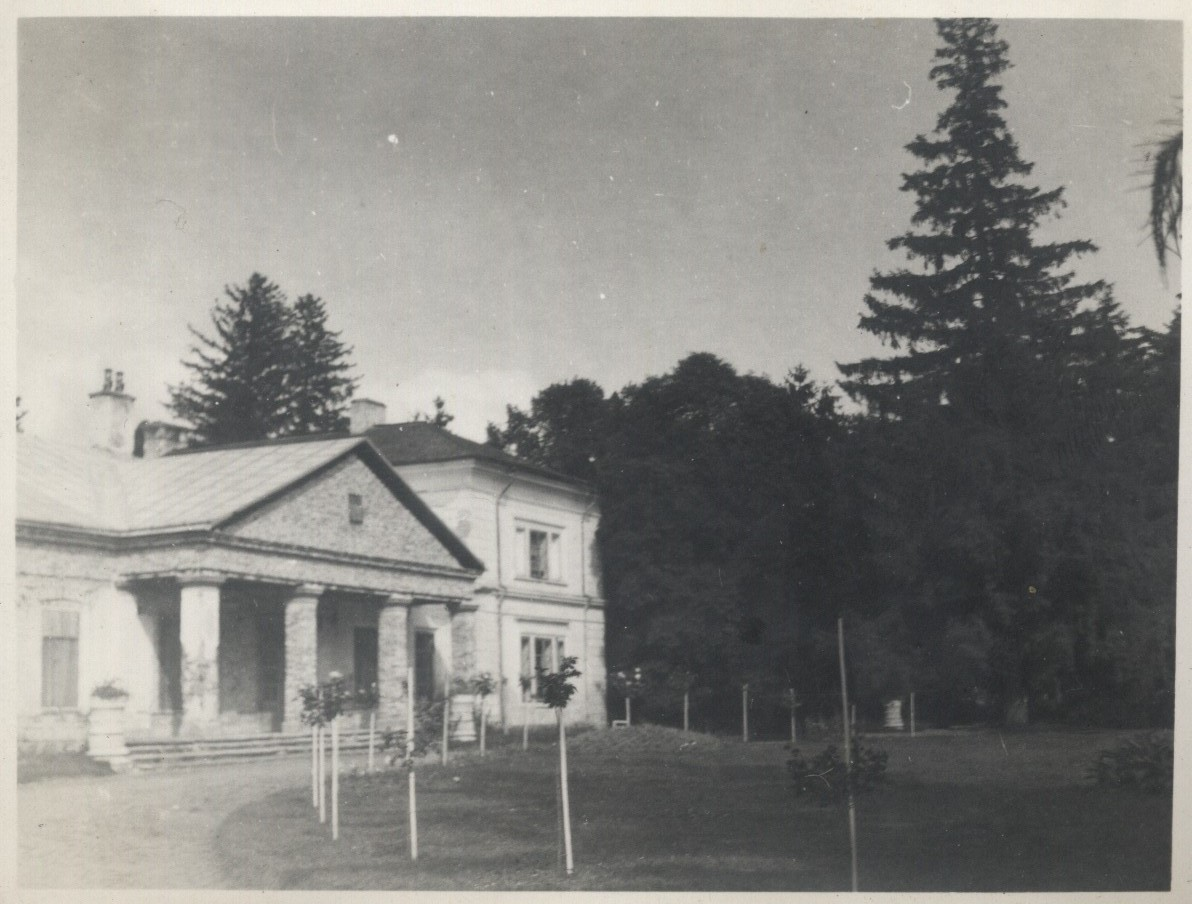
Один з будинків у 1930 р.

Перша письмова згадка датована 1549 роком. Польський археолог Б. Януш на підставі знайдених у селі бронзових речей припустив, що це було одне з поселень культури ранньої доби бронзи. Відомий український археолог Я. Пастернак вважав, що тут розвивалася пізньотрипільська культура енеолітичної доби. Перед Першою світовою війною при копанні ями знайдено непошкоджену глиняну посудину, яку І. Галущинський передав до Музею НТШ у Львові. Ярослав Пастернак описав цю знахідку як припасову посудину типу «Кравзенґефес» ранньо- слов'янської доби (Я. Пастернак. Археологія України. — Торонто, 1961. — С. 224, 532—533; І карта, ч. IV).
Крім того, у Звинячі знайдено старі монети («грицики»). Поля на південь від села, що звалися «За могилою», розташовувалися біля високого (6–7 м) і широкого горба. За переказами, це була висипана козацька могила. У 1930-х рр. могилу розорали. Селяни під час польових робіт знаходили уламки шабель, на які не звертали уваги; тому й ці знахідки не збереглися. На звиняцьких полях, біля шляху на захід від села, була менша могила, на якій стояв кам'яний, так званий Павелків, хрест. На городі Степана Мальованого (Кри- вого) на Юзефівці була також могила. Його син Василь під час планування обійстя натрапив на купу кам'яних плит, якими вимостив подвір'я. За здогадками, вони лежали на давній гробниці, до якої цей господар не добувся. У 1905—1906 роках при будівництві дороги натрапили на великий склепінчастий тунель між церквою і будинками фільварку Мисловського; підземний хід засипали, бо ним ніхто не цікавився. До історичних пам'яток Звиняча належать 5 цвинтарів на околиці села. Найстарший із них був у так званому Ксєнджому саду. Всі кам'яні хрести на ньому запалися в землю. Написи на них датовані XVII–початком XVIII ст. Інший цвинтар (XVIII–перша половина XIX ст.) був на церковному полі, недалеко від парохіяльних будівель.
Біля цього цвинтаря розташований третій — із могилами другої половини XIX ст. Південна частина цвинтаря належить до давніших кладовищ села. У першій половині XIX ст. тут була побудована мурована каплиця з криптою, у якій поховані члени родини Мисловських. На окремому місці, у «Василевій долині», був цвинтар, на якому поховані померлі від епідемії плямистого тифу в роки Першої світової війни.
Від часів панщини в селі залишилася пам'ятка «Червоні ворота» — біля фільварку Мисловського, при дорозі, що вела зі Звиняча через р. Перейму до містечка Будзанова (нині — с. Буданів); тут стояв великий камінь, званий «бабою». На ньому, за переказами, карали батогами селян, які провинилися перед дідичем. Від слідів крові, що були наслідком побиття, це місце названо «Червоними ворітьми». Іншою пам'яткою з тих часів був залізний «хрест долі» на гранітній основі; його на горбі при дорозі між церквою і читальнею поставили селяни на пам'ять про скасування панщини в 1848 р. У 1960 р. цей хрест перенесли і встановили біля церкви, а на його місці споруджено пам'ятник Т. Шевченкові. При битій («цісарській») дорозі на городі Антона Герасимовича зберігся кам'яний хрест; є в селі й інші пам'ятні хрести.
На поч. XVIII ст. Звиняч був густо заселений, мав дві церкви.
Еміґрація мешканців Звиняча почалася на початку XX ст. і тривала до 1938 р. Найбільше селян виїхали до Канади: родини Фіголів, Якимишиних, Гринчишиних, Штогринів, Мельничуків, Панчишиних, Ваганів, Крисаків; деякі родини — до Арґентини, Бразилії і Боснії.
У Звинячі було жителів: у 1900 р. — 2335 осіб, 1910—2263, 1921—2056, 1931—2210 осіб; дворів: у 1921 р. — 402, 1931—476.
На початку 1930-х рр. в селі створено осередок УВО, який згодом став низовою структурою ОУН.
Під час Першої світової війни до УСС і УГА зголосилися близько 250 добровольців із села: Іван та Михайло Галущинські, Іван Гринчишин, Микола Кузик та інші; з них у боях полягли 18, у тому числі підхорунжий Василь Мальований, який загинув 3 вересня 1916 р. під Лисонею біля Бережан, вояка Миколу Садового замучили (1918 р.) поляки.
У червні 1933 р. відбувся перший арешт місцевих оунівців: Івана Школьного (крамаря кооперативи), Миколи Фіголя, Василя Гринчишина, Василя Якимишина і Василя Дерев'янка. Перед початком польсько-німецької війни М. Фіголь, С. Гринчишин і В. Дерев'янко були знову арештовані й заслані до концтабору Береза Картузька (повернулись у 1939 р.). 1941 р. М. Фіґоля і В. Дерев'янка забрано до Червоної армії, звідти вони не повернулися; В. Гринчишин зумів уникнути мобілізації і з приходом німців очолив революційний провід села. 
1 серпня 1934 року село увійшло до складу новоутвореної сільської гміни Косів Чортківського повіту.
Після приходу у 1939 р. радянської влади родину Зубиків, а також Мисловського і Скоморовського виселено в Сибір; у Чортківській тюрмі органи НКВС замучили і розстріляли жителів села Степана Градового, Михайла Грицака, Миколу Килярського й Василя Онищука.
1942 р. біля церкви зведено муровану могилу Борцям за волю України, на якій встановлено 20-метровий кований із заліза хрест; його 1944 р. знищили більшовики.
Під час німецько-радянської війни загинули або пропали безвісти у Червоній армії 90 мешканців Звиняча:
- Іван Белзюк (нар. 1910),
- Микола Белезюк (нар. 1906),
- Михайло Білявий (нар. 1908),
- Роман Боднар (нар. 1921),
- Степан Боднар (нар. 1908),
- Михайло Бойко (нар. 1921),
- Степан Васильович Бойко (нар. 1907),
- Степан Васильович Бойко (нар. 1909),
- Степан Костянтинович Бойко (нар. 1922),
- Володимир Бріль (нар. 1922),
- Іван Бучковський (нар. 1900),
- Василь Василик (нар. 1921),
- Михайло Василик (нар. 1908),
- Григорій Воротний (нар. 1898).

В УПА воювали:
- Василь Баган,
- Степан Белзюк,
- Василь Гринишин,
- Василь Градовий,
- Григорій Градовий,
- Микола Градовий,
- Софія Градова,
- Степан Градовий,
- Текля Градова,
- Богдан Ганкевич,
- Санько Ганкевичі,
- Микола Зубик,
- Володимир Крайчий,
- Євдокія Крисак,
- Федір Мальований,
- Василь Рожко,
- Степан Садовий,
- Степан Слонь,
- Степан Чорний,
- Іван Школьний.

За зв'язок з підпіллям були засуджені мешканці Звиняча :Ганна Крисак, Євдокія Рожко, Ганна Іванівна Боднар, Ганна Романівна Боднар, Марія Остахів, Ярослава Мудра,Марія Мальована, Ганна Заболотна, Марія Слонь. 
З 26 листопада 2020 року Звиняч належить до Білобожницької сільської громади.
12 червня 2020 року, відповідно до розпорядження Кабінету Міністрів України № 724-р «Про визначення адміністративних центрів та затвердження територій територіальних громад Тернопільської області» увійшло до складу Білобожницької сільської громади.
19 липня 2020 року, в результаті адміністративно-територіальної реформи та ліквідації Чортківського району (1940—2020), увійшло до складу новоутвореного Чортківського району.

## Релігія

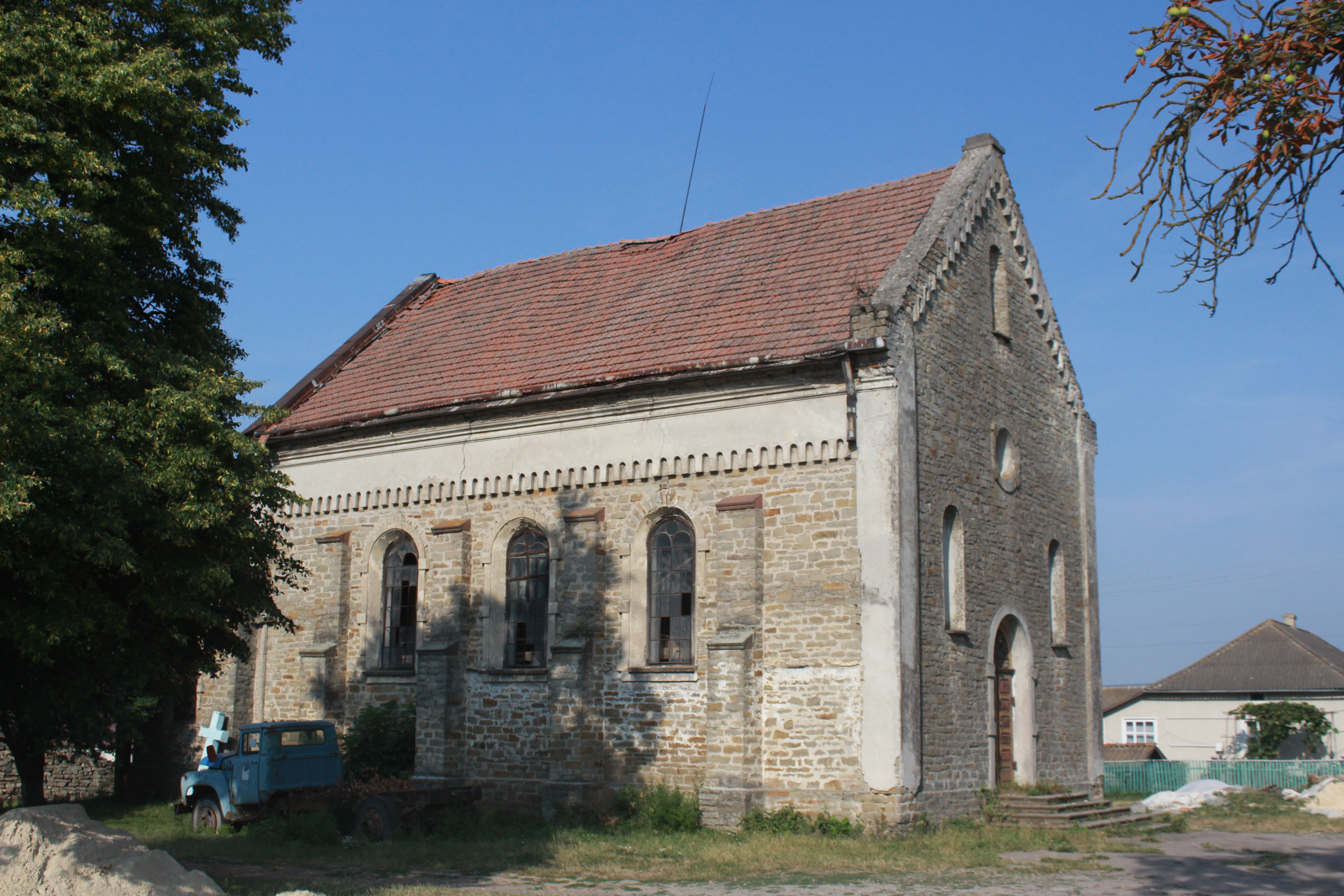
Костел

- церква Різдва Пресвятої Богородиці (ПЦУ[7]; 1921; кам'яна),
- богослужбова каплиця Різдва Пресвятої Діви Марії (УГКЦ; 1922),
- костел святого Франциска Ксав'єра (1904),
- капличка Пресвятої Богородиці

## Пам'ятники

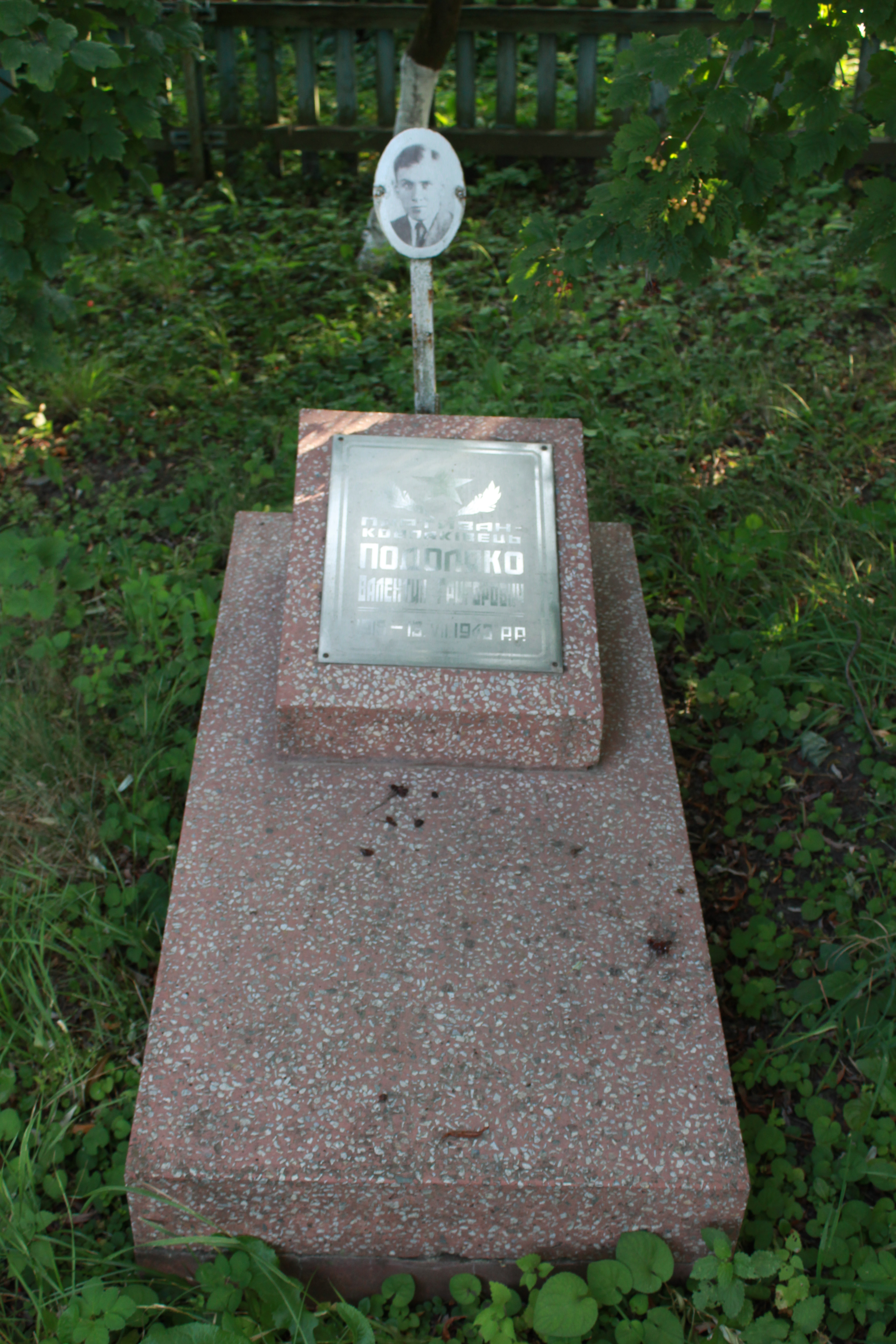
Могила радянського партизана В. Подоляко

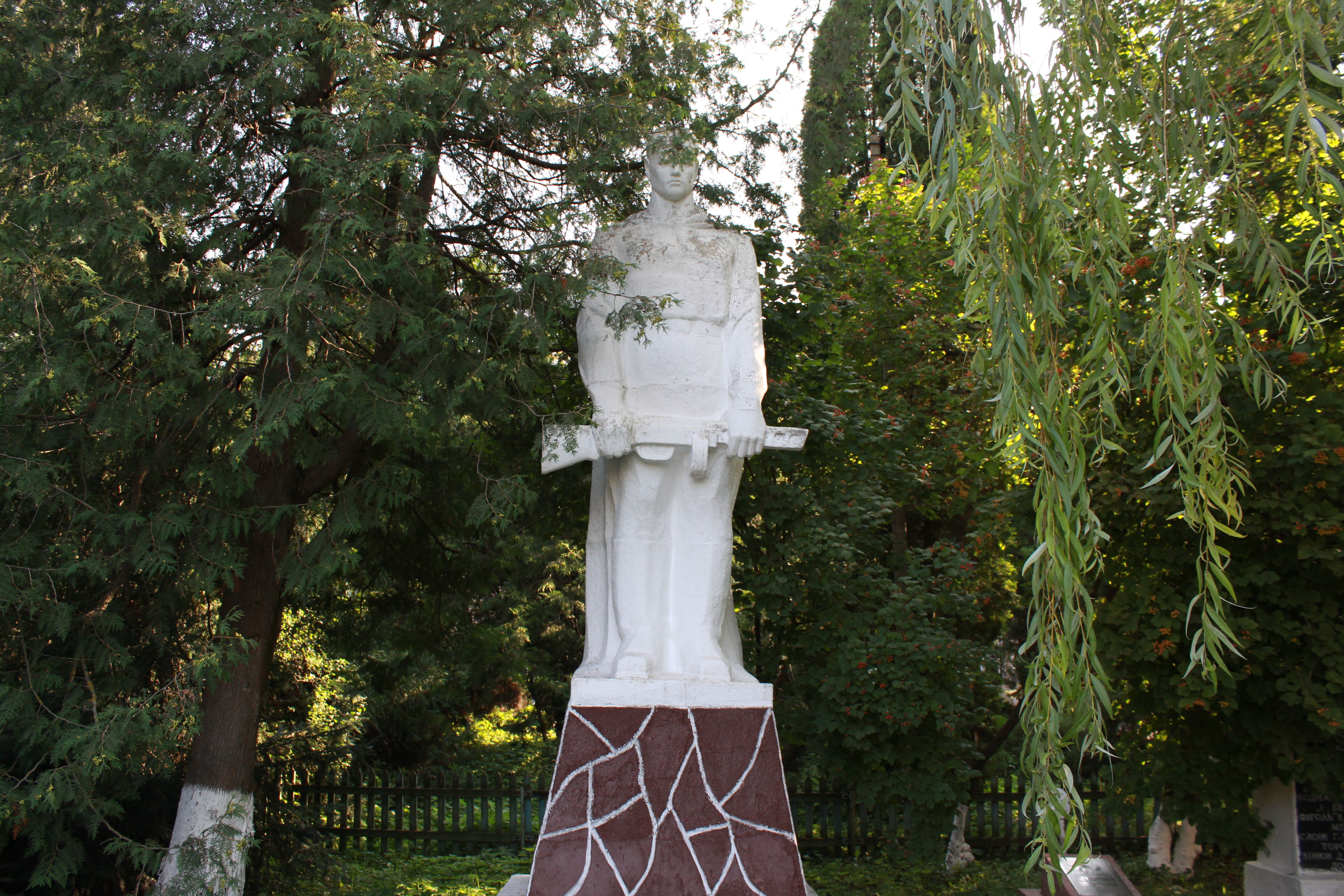
Пам'ятний знак воїнам-землякам, які загинули в роки Другої світової війни

У 1990 році насипано символічні могили УСС та воякам УПА (1992).
- Споруджено
- пам'ятник Т. Шевченку (1960),
- воїнам-односельцям, полеглим у німецько-радянській війні (1965).
- встановлено
  - шість пам'ятних хрестів: на честь скасу- вання панщини (1874);
  - українському козацтву (відновлено 1991);
  - з нагоди проголошення Незалежності України (1992);
  - 450-річчя села (1999);
  - 1000-ліття хрещення Русі (1988).

## Населення
| 2335 | 2263 | 2056 | 2210 | 890 | 914 |

## Соціальна сфера
У селі діяли філії товариств «Просвіта», «Січ», «Луг», «Союз Українок», «Сільський господар», «Рідна школа», «Відродження»; кооператива, збіжевий шпихлір, три корчми.
Від половини XIX ст. функціонувала 2-класна народ- на школа з українською мовою навчання, розташована в громадській канцелярії, згодом — у власному мурованому будинку біля церкви.
1921 р. засновано кооперативу «Будучність».
У 1935—1936 рр. заходами відділу організовано курси садівництва та бджільництва. При гуртку Вишколу Хліборобської Молоді у 1930-х рр. відбувалися курси садівництва, городництва та шовківництва. Із польських організацій у селі діяла (1933—1937 рр.) клітина «Стшелєц».
У 1940 р. в селі примусово створено колгосп.
1950 р. в Звинячі створено два колгоспи. Через рік господарства об'єднали. У 1976 р. господарство об'єднали з колгоспом сіл Бичківці та Скородинці (голова правлін- ня Р. Козюк). Через п'ять років господарство роз'єднали (голова правління Я. Дешевий; 1981—1986 рр.). У 1994 р. вже ААГ «Правда» очолив 30-літній ветлікар Василь Градовий. 14 лютого 2000 р. створено ПАП «Дзвін» (керівник В. Градовий), яке діє досі, здобуло статус «Лідер економіки в агропромисловому секторі України–2011».
Нині працюють ЗОШ 1–2 ступенів, дитячий садочок, Будинок культури, громадський клуб «Глобус», бібліотека, амбулаторія загальної практики та сімейної медицини, крамниці.

## Відомі люди

### Народилися
- Олекса Волянський (1862—1947) — український священник, етнограф, культурно-освітній діяч;
- Іван Галущинський (1882—1944) — педагог, громадсько-освітній діяч;
- Микола Галущинський (1883—1958) — правознавець, громадський діяч у Канаді;
- Михайло Галущинський (1878—1931) — педагог, військовик, публіцист, культурно-освітній і громадсько-політичний діяч;
- Гонтар Хризанф — референт пропаганди Чортківсько-Бережанського окружного проводу ОУН, Лицар Срібного хреста заслуги УПА та Бронзового хреста заслуги УПА;
- Василь Градовий (нар. 1951) — композитор, співак, релігійний та громадський діяч;
- Іван Гринчишин (1888—1934) — педагог, громадський діяч у Канаді;
- Іван Збура (1860—1940) — поет у Канаді;
- Капаць Василь Степанович (1985—2022) — сержант Збройних сил України, учасник російсько-української війни.
- Степан Костишин (нар. 1932) — академік, учений у галузі біології, довголітній ректор Чернівецького державного, нині національного університету ім. Ю. Федьковича;
- Василь Мальований (1894—1916) — учасник національно-визвольних змагань;
- Сергій Мальований (04.02.1988 — 13.10.2022) — український військовик, учасник російсько-української війни.[8]
- Іван Трилінський (1927—2013) — вчений-філолог, професор, літератор, громадський діяч;
- Михайло Федик (нар. 1950) — заслужений архітектор України;
- Степан Фіґоль (1897—1969) — релігійний, військовий та громадський діяч;
- Дмитро Штогрин (1923—2019) — професор Іллінойського університету (США), літературознавець, бібліограф, редактор, журналіст, громадський діяч;
- Йосиф Ясенчук (1893—1970) — господарник, громадський діяч, літератор (Канада).

## Світлини

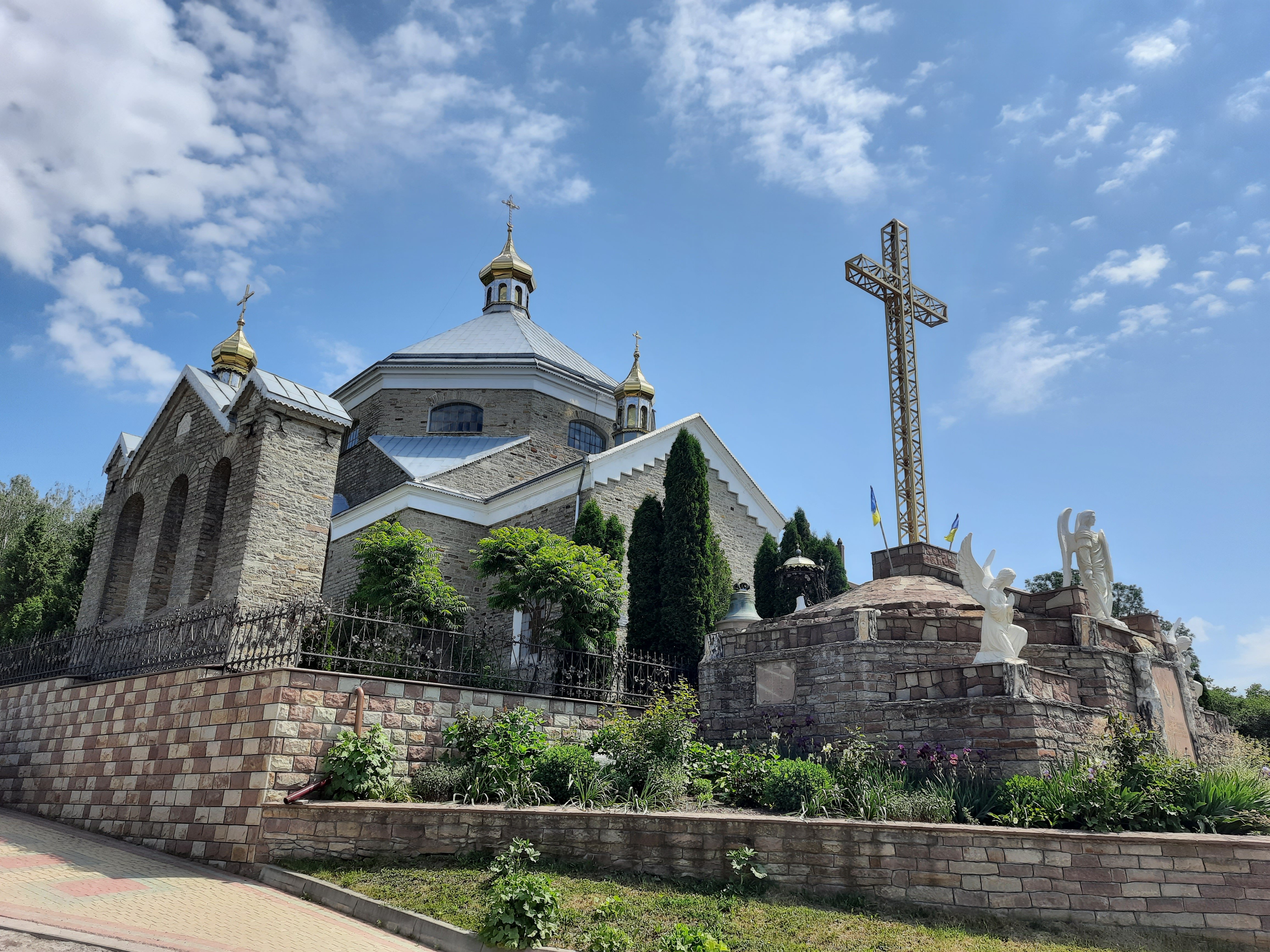
Церква Різдва Пресвятої Богородиці (ПЦУ) 1921р
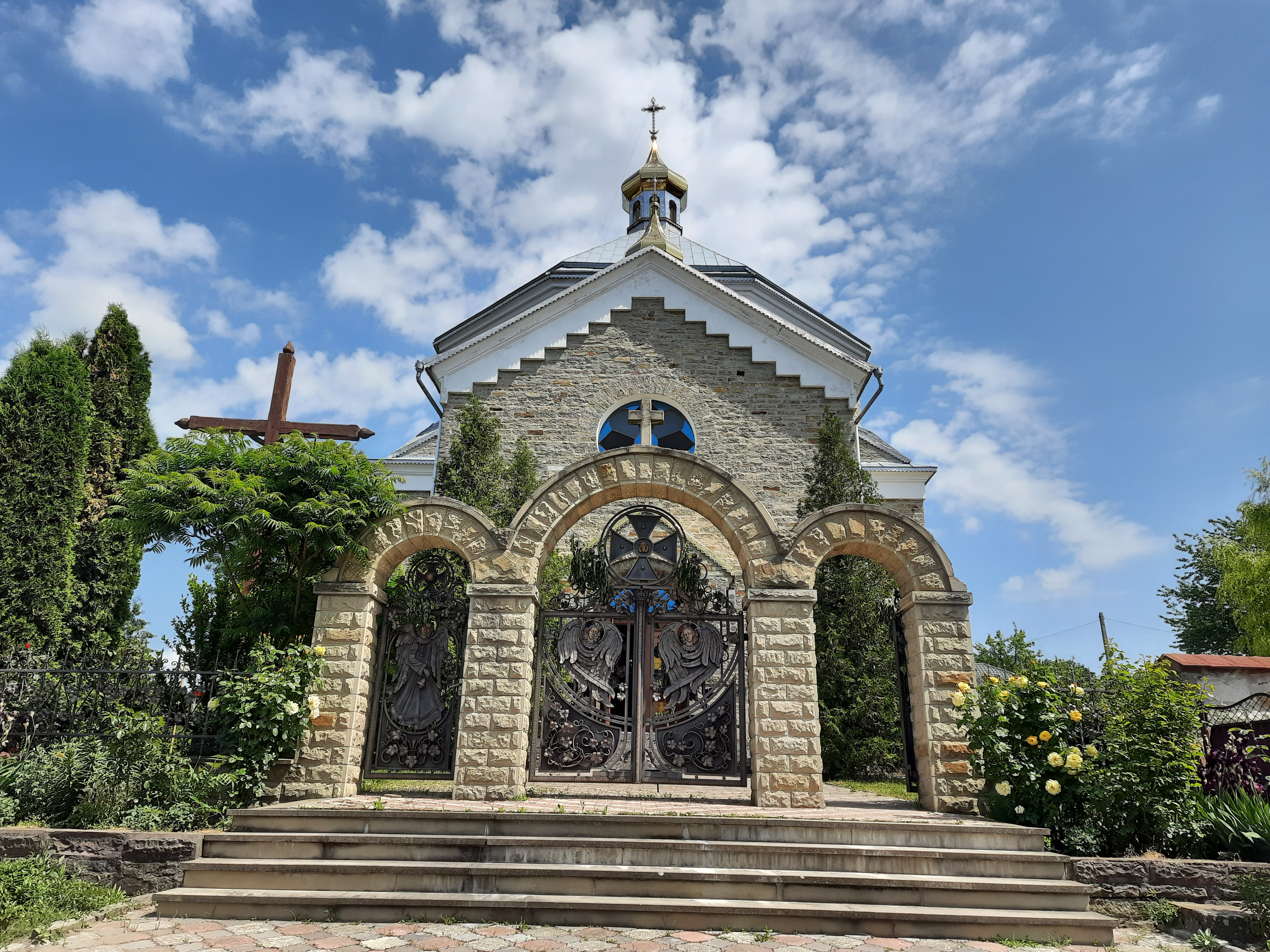
Церква Різдва Пресвятої Богородиці
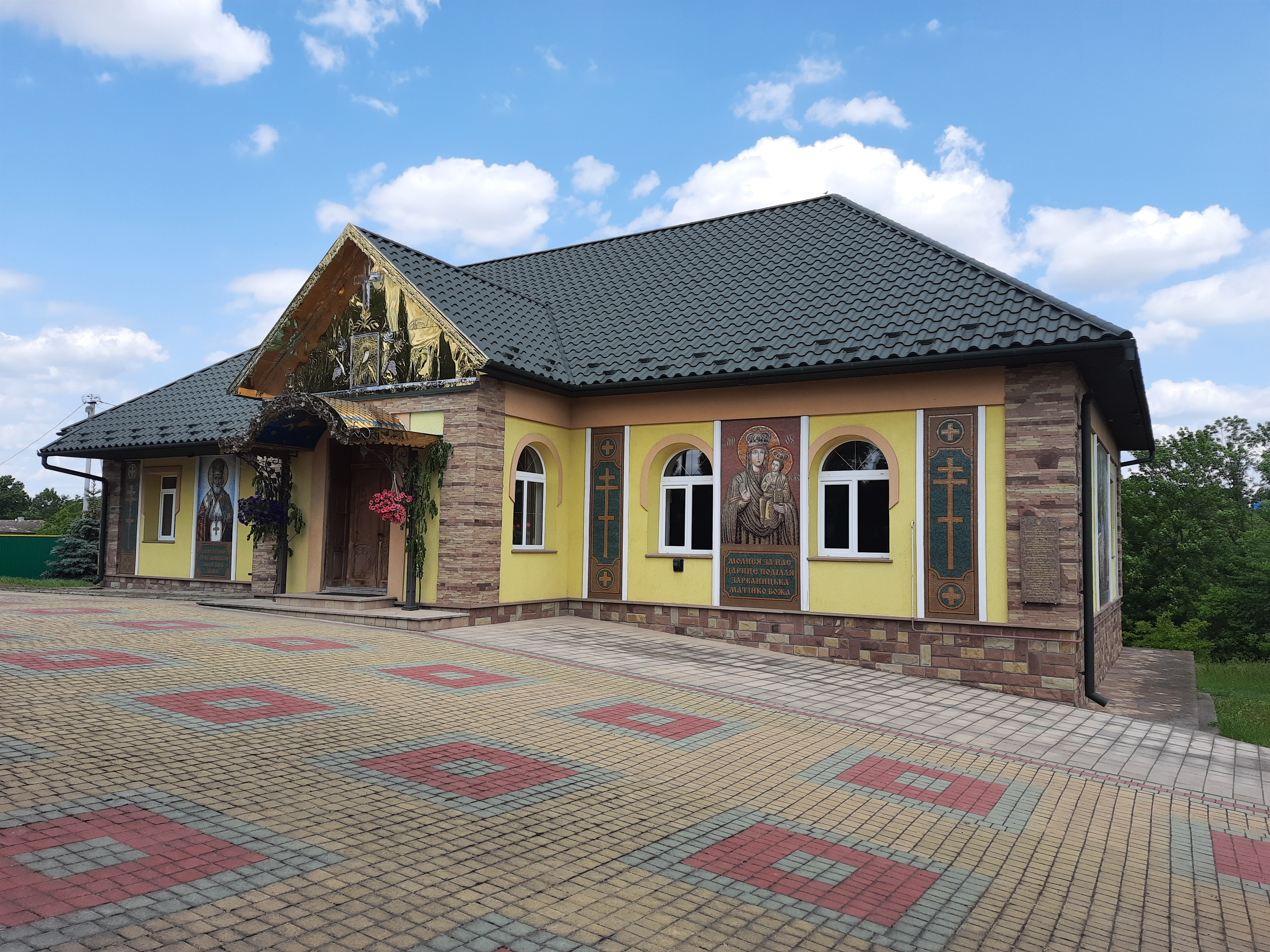
Богослужбова каплиця Різдва Пресвятої Діви Марії (УГКЦ)
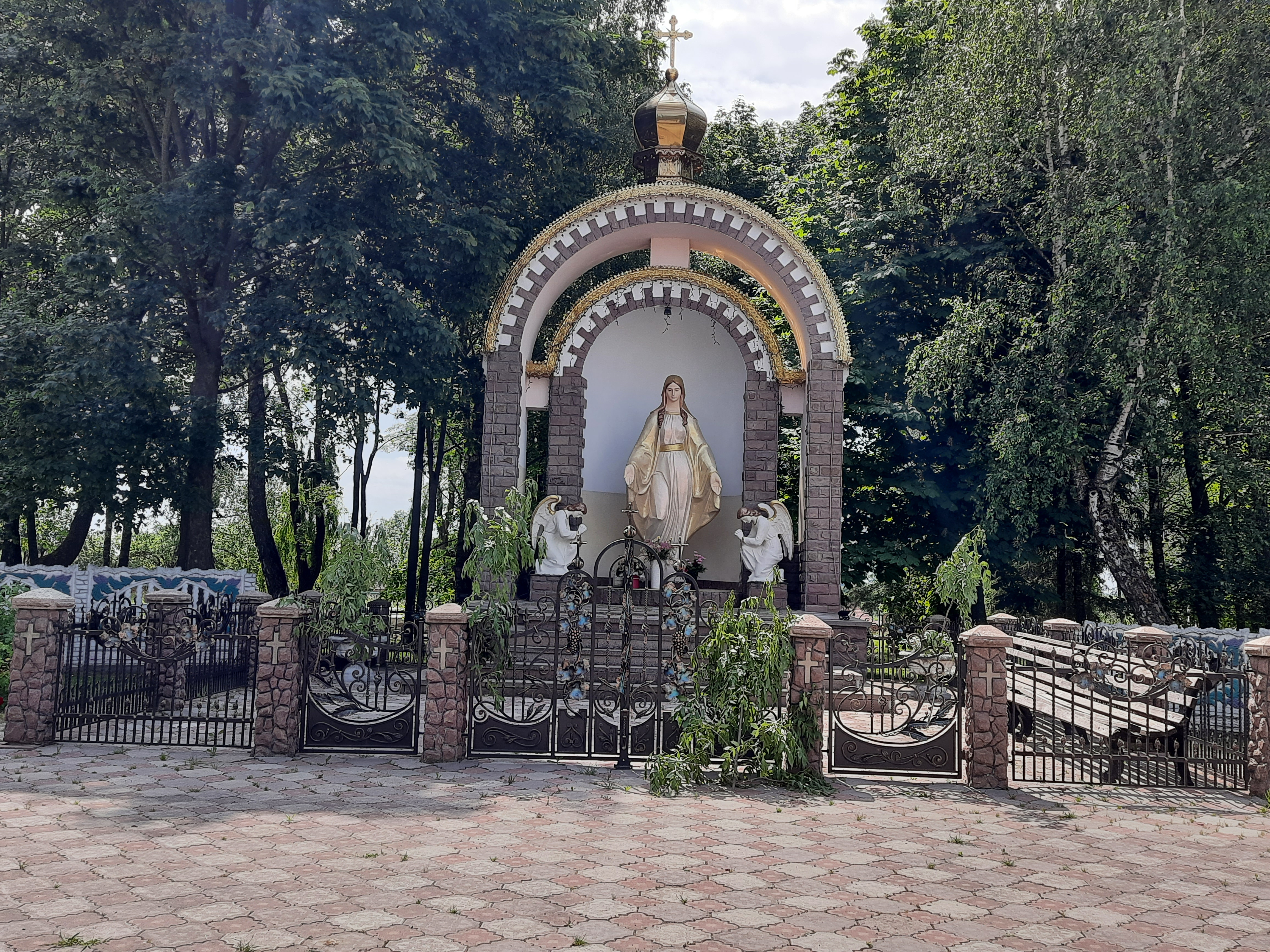
Капличка Пресвятої Богородиці
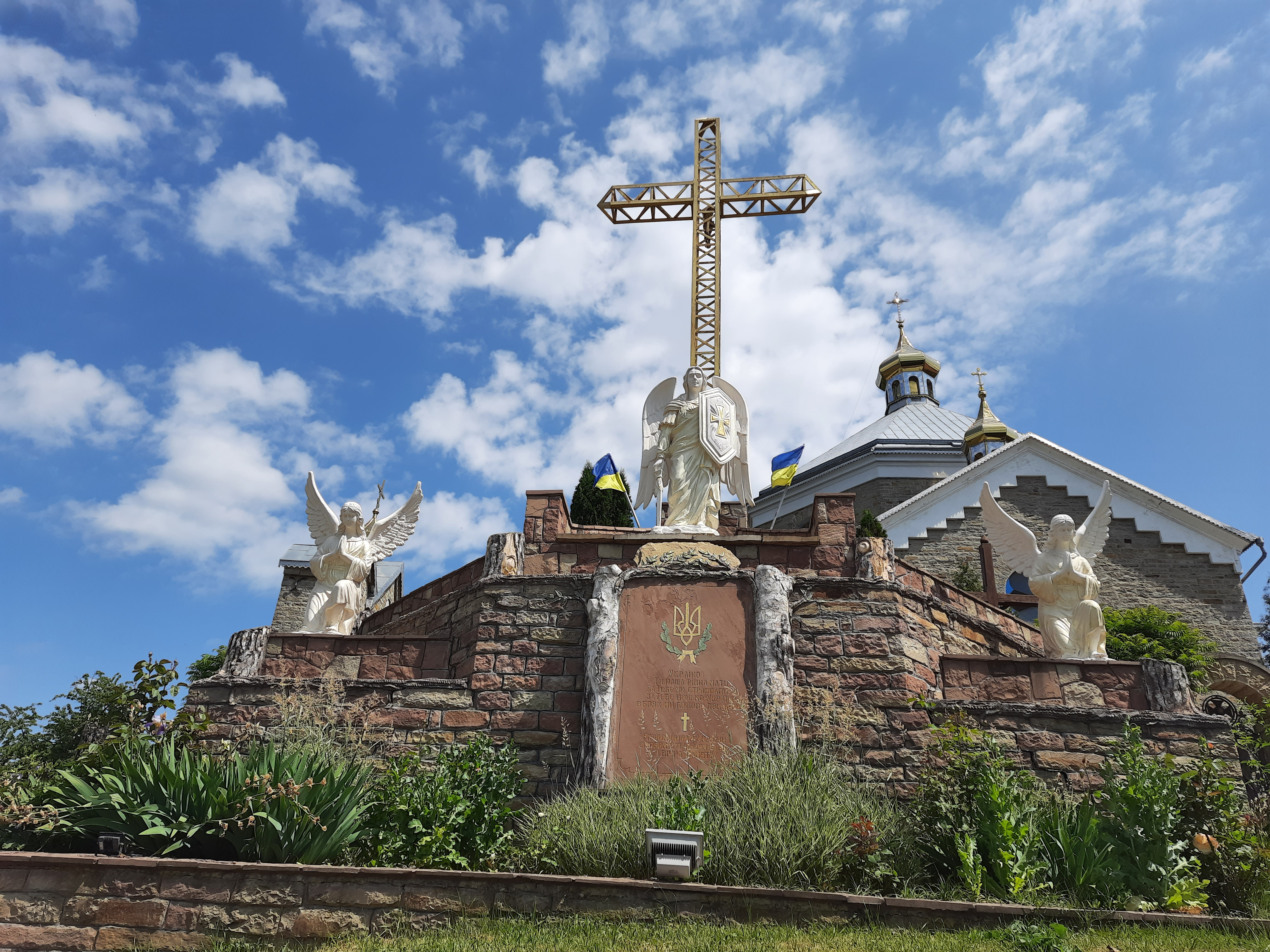
Пам'ятний знак в честь Січових Стрільців
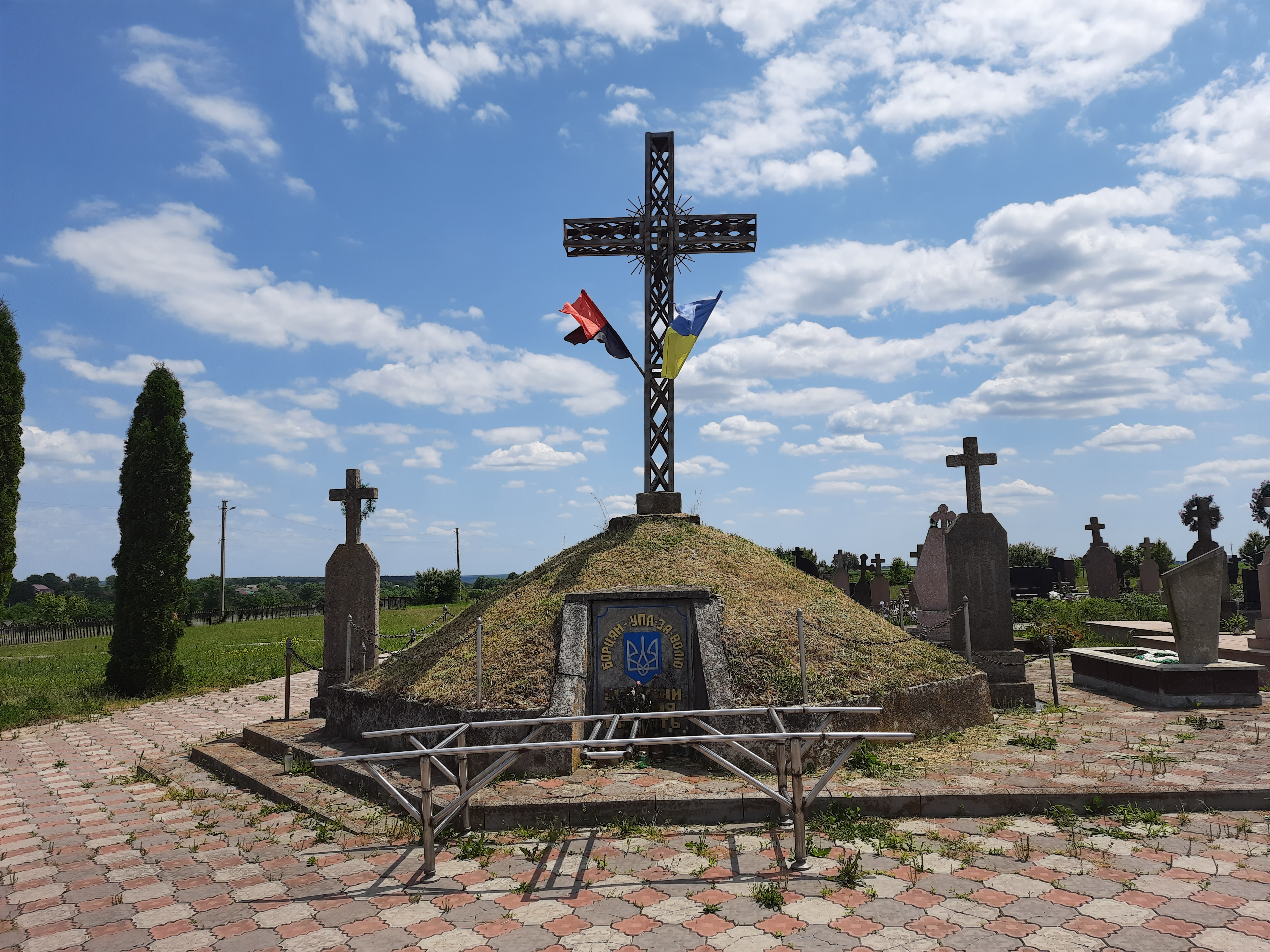
Символічна могила в честь вояків УПА
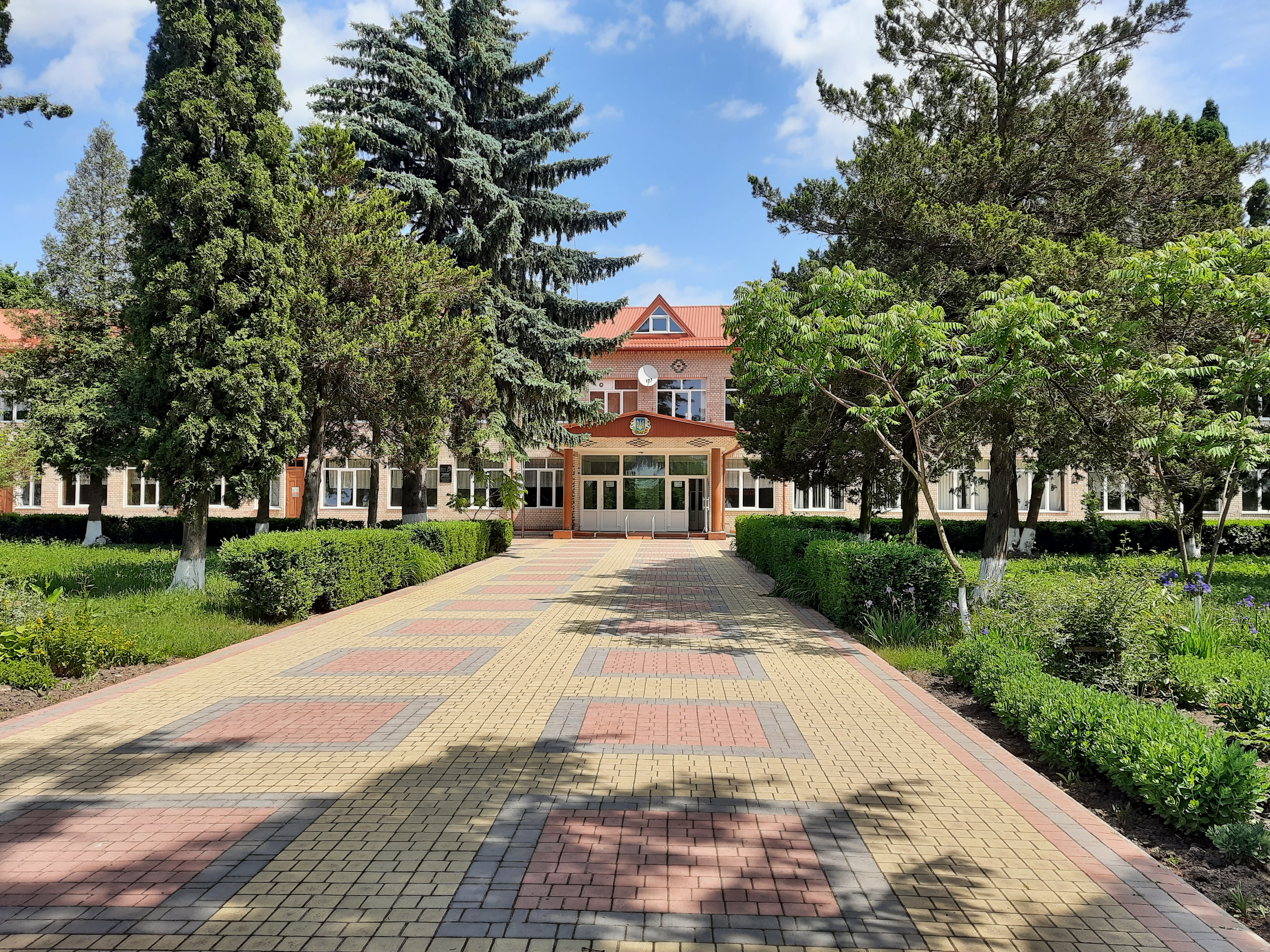
Звиняцька гімназія імені Михайла Галущинського
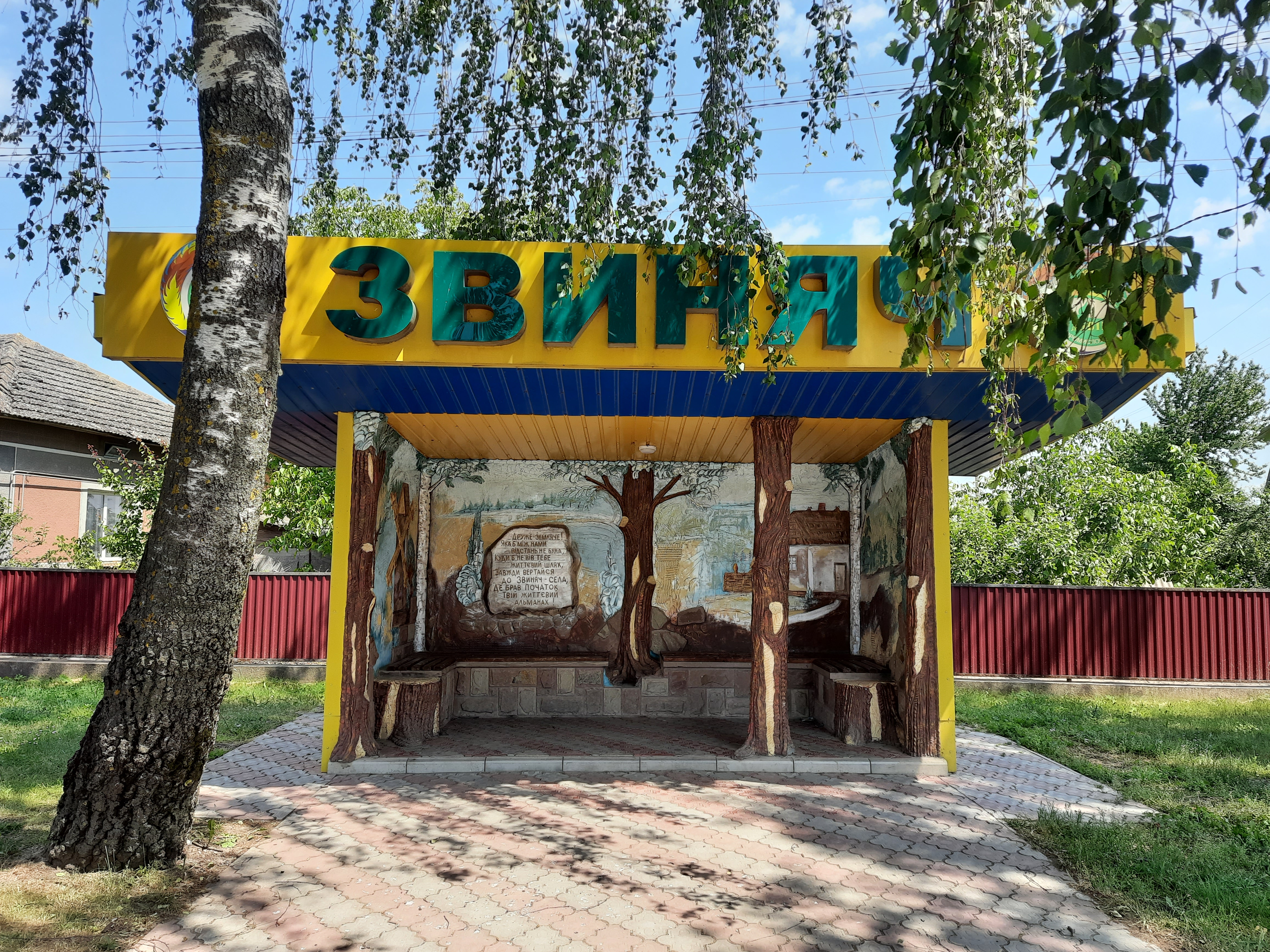
Автобусна зупинка